# Caccia al ladro (romanzo)
Caccia al ladro (titolo originale To Catch a Thief) è un romanzo poliziesco del 1951 dello scrittore David Dodge. Dal romanzo è stato tratto il soggetto dell'omonimo film diretto da Alfred Hitchcock nel 1955.

## Trama
La tranquilla vita di John Robie, un ex ladro di gioielli, un tempo noto come le Chat, ossia il Gatto, viene sconvolta da una serie di furti di gioielli compiuti in varie località della Costa Azzurra, che la polizia francese attribuisce al Gatto.
John abbandona precipitosamente la sua villa nel momento in cui gli agenti stavano per arrestarlo e si reca a Cannes dall'amico Bellini, influente esponente della malavita locale che durante la guerra era stato nel maquis con John. Il consiglio di Bellini è che sia direttamente John, con l'aiuto degli ex compagni del maquis, a fermare il ladro che emula le imprese del Gatto.
Nei panni di Jack Burns, assicuratore di New York in vacanza, John entra in contatto con due americane, Maude Stevens e la figlia Francie, che inizialmente "accusa" amichevolmente Burns di essere in realtà il Gatto, ed in seguito si offre di aiutarlo nella caccia al vero ladro.

## Edizioni
- David Dodge, Caccia al ladro, collana I Classici del Giallo Mondadori, n. 709, Mondadori, 1994,  pag. 223.